# André-Louis Cholesky
André-Louis Cholesky (Montguyon, 15 de outubro de 1875 — 31 de agosto de 1918) foi um cartógrafo francês. Serviu nas forças armadas francesas como engenheiro e morreu quase no final da Primeira Guerra Mundial. 
É famoso pela fatoração de Cholesky, usada para converter uma matriz simétrica positiva-definida em um produto de uma matriz triangular pela sua transposta.

## Biografia
Entrou em 1895 para a École polytechnique. Entre 1897 e 1899 estudou na École d'application de l'artillerie et du génie. Seguiu carreira nos serviços geográficos e topográficos do exército francês.